# Спорт в Пловдив
Пловдив е един от най-големите спортни центрове в България. В града има над 130 клуба, в които се развиват около 60 вида спорта. Пловдив е сред най-старите футболни градове в България с 4 отбора в професионалния футбол – „Ботев“ (основан 1912), „Марица“(1921), „Локомотив“ (1926) и „Спартак“ (1947). Членове на Българска Федерация по баскетбол от Пловдив са клубовете на „Марица“, „Марица 1991“, „Марица Кършиака“, „Академик“ и „Академик-жени“. В българското волейболно първенство участват отборите на „Локомотив“ (мъже) и „Марица“ (жени).
Международният боксов турнир „Странджа“ се провежда ежегодно в Пловдив от 1949 г. В изданието за 2007 г. в турнира взимат участие 96 боксьори от 20 страни.

## История
Спортът в Пловдив има няколко стадия на развитие.

### Античност
Античният стадион на Филипопол е изграден в началото на ІІ в., по времето на император Адриан. Стадионът е разположен в северния край на укрепения тогава град, между две крепостни стени и между западния склон на Таксим тепе и източния склон на Сахат тепе. Днес стадионът се намира в центъра на града, под Главната улица. Северната част от него може да бъде видяна на площад Джумая, но по-голямата част от стадиона е под сградите по протежение на главната улица. Централният вход на стадиона се намира на днешния площад Каменица. Стадионът има дължина 240 метра и широчина 50 метра. Дължината на пистата е 180 метра. Местата за зрителите са на 14 реда, прекъснати от стълбищни пътеки, които достигат до пистата. Седалките са изработени от монолитни мраморни блокове, украсени със стилизирана лъвска лапа. Лицето на първия ред е облицовано с мраморни плочи с височина 1,80 м, издигнати върху базисен ред от профилирани мраморни блокове. Седалките на последния ред имат облегалки. Стадионът е побирал 30 000 зрители, някои от които са идвали специално, за да присъстват на игрите във Филипопол.

### Съвременни спортни игри
Няма сведения за спортни прояви в Пловдив до Освобождението. На 11 февруари 1879 г. в Пловдив са организирани първи състезания по стрелба. Разпространението на съвременни спортните игри в град Пловдив започва след провеждане на първите съвременни олимпийски игри. Тогава в пловдивските средни училища се въвеждат дисциплината физическо възпитание. През 1897 г. в града са създадени гимнастическото дружество „Тракийски юнак“ и колоездачното дружество, които си поставят за цел да развиват и укрепват физическото развитие на техните млади членове като ги учат на издръжливост, бодрост и обич към родната земя.

#### Първата половина на XX век
На 15 април 1902 г. се провежда Втори юнашки събор с участието на 2500 гимнастици от 37-те дружества в България. През първите години на ХХ в., възпитаниците на колежа „Свети Августин“ допринасят за разпространението на спортните игри в град Пловдив. През 1903 г. по идея на преподавателя отец Херман Гислер в учебната програма на френския колежа се въвеждат спортните игри с топка. В периода 1906 – 1907 година в колежа е създаден първият футболен тим, който оказва заразително влияние върху младежите от Пловдив. През 1908 г., боксът е също въведен в учебната програма. Чрез колежа през периода 1910 – 1911 футболът за първи път става достояние на пловдивската общественост. Различните класове на колежа играели футболни срещи помежду си и в града изникват дребни махленски клубчета с най-разнообразни европейски и български имена. През 1908 г. е създадено и туристическото дружество „Калоянов връх“, което по-късно влиза в съюза на общата туристическа организация в България.
Група ентусиазирани приятели, възпитаници на Първа мъжка гимназия и Френския колеж, решават да създадат свой клуб и организирано да се занимават с футбол. На 11 март 1912 г. те учредяват Спортен клуб „Христо Ботев“. На 22 април 1912 г. се изиграва първият междуградски мач в България. На пловдивски терен отборът на френския колеж „Свети Августин“ посрещна сборен тим от най-добрите състезатели на София.
Две години по-късно през 1914 г. по идея на свещеника отец Карагьозов е основан футболният отбор „Левски“ Пловдив. Футболният клуб „Победа“ е основан през 1915 г. и е развивал дейност в това което наричаме сега Тютюнев град.
На 20 септември 1921 г. е учреден спортен клуб в Каршияка с името „Марица“. Началото на баскетбола в Пловдив са поставили два от фундаменталните за ранния пловдивски спорт клубове. Единият e „Св. Августин“ от едноименния френски колеж. Другият e „Победа“ – основан през 1921 г. Първият двубой на баскетболни тимове от два различни клуба се състоял на 17 май 1923 г. на плаца на Артилерийските казарми (днес кв. „Гладно поле“). Двата съперника били предвождани от духовата музика на колежа в пътя си до игрището, където Св. Августин надделял над Победа с 16:8.
През 1922 г. в историческото сърце на града – Трихълмието е основан спортен клуб „Караджа“. През 1923 г. с финансова подкрепа на българи, живеещи в Италия е основан спортен клуб името Български Петър Парчевич Клуб. Като в него освен футбол е застъпена лека атлетика, колоездене и баскетбол за жени. Основната му членска маса е от българи, свързани с католическата общност в Пловдив и околностите му. Спортуващите младежи от арменската общност в Пловдив са били основно обхванати в два клуба: „Хоментмен“, основан през 1918 г. и „Шант“, основан през 1929 г.
През 1923 г. ръководството на колежа купува парцел от общината за 1,5 млн. лв. и строи игрището „Св. Августин“. То дълго време е единственото игрище в Пловдив, където се провеждат футболни, баскетболни, волейболни и тенис мачове. Днес на това място се намира стадион „Христо Ботев“, който по-възрастните пловдивчани още наричат с името „Колеж“.
На 3 юни 1923 г. е основана Пловдивската спортна лига. Отец Озон Дампера, преподавател във френския колеж, е избран за председател на управителния съвет. Първото официално футболно първенство на Пловдив е проведено през 1924 г. В него се включват общо осем отбора, разпределени в две дивизии. През същата година пак в сърцето на града е основан Спортен клуб „Атлетик“.
Стадион „Ухото“ е построен след решение на Община Пловдив от 20 октомври 1925 г., която предоставя 36 декара в квартал „Ухото“ на днешния Южен район за строеж на футболно игрище с прилежащ парк. Отреденото място било занемарено зад работилниците на пловдивската Централна гара. Година по-късно спортният терен е готов и на 23 май 1926 г. се играе първата официална футболна среща. По-късно игрището е оградено с каменна ограда, изградена е лекоатлетическа писта и официална трибуна със съблекални.
На 25 юли 1926 г. на тържествено обединително събрание, провело се в читалище „Иван Вазов“, двата спортни клуба „Караджа“ и „Атлетик“ се сливат в един, носещ името „Спортклуб“. След Пловдивското земетресение през 1928 г. клубът остава без игрище, защото на него се заселват граждани, чиито домове са разрушени. През 1929 г. левичарски настроени работници и ученици от Пловдив създават футболния отбор „Шипка“.
Железничарски спортен клуб е създаден на 13 юни 1935 г., но той е приет за член на Спортната федерация (БНСФ) едва през април 1938 г., а първият си официален мач изиграва на 25 юни 1939 г.
На мястото на игрище „Левски“ в района на Сточна гара в периода 1941 – 1942 г. със средства основно на БДЖ и малки суми от спортен клуб Левски (Пловдив) и Пловдивската Община е изграден първият стадион в Пловдив, разполагащ с трибуни. Официално е открит на 11 юли 1943 г. Той първоначално носи името „ЖСК-Левски“, а по-късно „Локомотив-Спартак“.

#### След Втората световна война
След 1944 г. новата власт предприема няколко кампании за реорганизиране на спортните клубове в България, изразяващи се в сливането на голяма част от тях и съответна промяна на имената.
В края на 1944 г. ЖСК е обединен с Левски (Пловдив) под името „ЖСК-Левски“, което дружество година по-късно се разпада, а останалият като самостоятелен клуб ЖСК е преименуван на Локомотив (подобно на всички останали клубове ЖСК в страната). Също в края на 1944 г. „Шант“ променил своето име на „Ереван“, ставайки малко по-късно част от „Спортклуб“. „Спортклуб“ първоначално приобщава в себе си арменските спортни клубове, а впоследствие и няколко други клуба, първият от които е Парчевич – през 1945 г. В съответствие със задължителното изискване, името на Спортклуб е променено на „С.П. 45“ (Спортклуб-Парчевич 1945 г.), а малко след това станава „Славия“ Пловдив. Така отбор Славия се чита за основан през 1946 г. На 15 ноември 1947 г. е основан футболен клуб ФК „Спартак“.
През 1948 г. „Славия“се обединява със СК „Петър Ченгелов“ под името Славия-Ченгелов. В началото на 1949 г. отново носят името Славия (Пловдив). През месец август на 1949 г. идва поредната вълна на „реорганизиране“ на българските спортни (футболни) клубове. Съобразно това решение териториалният принцип на изграждане на клубовете се премахва, заменяйки се от производствено-ведомствен. По този начин различните профсъюзи (ведомства) се окрупняват в няколко големи групи, всяка от които излъчвала своя т.нар. „Доброволна спортна организация“ (ДСО). На практика съществуващите дотогава клубове се трансформират в ДСО, като на много места тази трансформация е съпроводена и с нови обединения между съществуващите клубове. Именно по силата на тези обстоятелства, през месец октомври 1949 г. „Славия“ Пловдив се обединява за да изградят ДСО Енергия Пловдив. Новото име на клуба – ДСО Енергия, е променено на ДСО Торпедо Пловдив само няколко дни по-късно. През 1949 г. е основано спортно училище в града под името Техникум за физическа култура и спорт.
Волейболният клуб към дружество „Марица“ е основан през 1950 г. в Кършияка, Пловдив. Инициатори за създаването на клуба са местните спортни деятели Марко Шиваров и Георги Бацелов, които стават и първите ръководители на тима. Първи треньор е Георги Марков-Гочо. Клубът развива силна детско-юношеска школа, в която работят висококвалифицирани специалисти.
Стадион „9-и септември“ е открит през 1950 г. Капацитетът тогава е едва 30 000 седящи места. Основно е реконструиран през 1962 г., като се построява втори етаж на западната трибуна. Капацитетът нараства на 42 000 места, като се поставят и 4 стоманобетонени кули с осветление. В края на 1950-те стадион Локомотив-Спартак е разрушен за разширяването на булеварда и на гара Пловдив-разпределителна.
Стадион „Христо Ботев“ е изграден в периода от 1959 до 1961 г. на мястото на бившето парк-игрище „Св. Августин“. Официално е открит на 14 май 1961 г. и първоначално е разполагал с 20 777 седящи места по проект на арх. Антон Каравелов.
През 1967 г. спортните дружествата „Ботев“, „Спартак“ и „Академик“ се обединяват в „Тракия“. От 1974 г. спортното училище носи името на българския революционер и Апостол на свободата Васил Левски. През 1983 г. СК „Спартак“ е възстановен.
Проектът за грабната база е изработен през 1984 г. от „Софпроект“ и завършен през 1988 г. Представлява канал, дълъг 2,2 км, широк 120 м и дълбок 3 м. През 2011 г. е извършен ремонт на стойност 1,6 млн. лева. Обновени са хангарите на гребците, съблекалните, изгражда се нова трибуна за около 800 зрители.

#### След политическите промени през 1989 г.
На 29 ноември 1989 г. футболен клуб „Ботев“ си възстаноявава оригиналното име. Стадион „9-и септември“ е преименуван на „Пловдив“. През 1991 г. на него е издигната останалата част от втория етаж на трибуните. Старите лампи са демонтирани и са поставени 4 нови стоманени кули с височина 70 m, внесени от Полша. Поради липса на средства, ремонтът е прекратен малко преди пълното завършване на съоръжението
От 1999 г. стадион „Спартак“ носи името на Тодор Диев. През 2009 г. в Пловдив е създадена Първа пловдивска аматьорска футболна лига.
Първата копка на втори гребен канал е направена на 15 септември 2018 г. от президента на Международния олимпийски комитет Томас Бах, президента на Международната федерация по гребане Жан-Кристоф Ролан, кмета на Пловдив Иван Тотев, президента на Българския олимпийски комитет Стефка Костадинова и председателя на Българската федерация по гребане Свилен Нейков.

## Спортни съоръжения
Спортен комплекс „Пловдив“ е един от най-големите спортни комплекса в България. Разположен в северозападната част на града, комплексът включва стадион за 55 000 зрители, най-голямата гребна база на Балканите, закрит плувен басейн, открити и закрити тенискортове и лекоатлетическа писта. Други по значими спортни съоръжения и атракциони в Пловдив са стадион „Локомотив“ с картинг-писта „Лаута“, стадион „Христо Ботев“, стадион „Марица“, стадион „Тодор Диев“, хандбална зала „Локомотив“, спортните зали „Дунав“, „Строител“, „Чайка“, „Академик“, „Total Sport“, водния комплекс „Акваленд“. Край Пловдив са разположени клубове по конен спорт „Аркан“ и конно-спортна база „Хан Крум“.
- Гребна база

### Стадиони
- Локомотив
- Марица
- Пловдив
- Тодор Диев
- Христо Ботев

### Бивши стадиони
- Античен стадион
- Локомотив-Спартак

### Спортни зали
- Зала С.И.²Л.А.
- Зала „Колодрума“
- Спортна зала на ПУ
- Зала „Строител“

## Пловдивски спортни клубове
- ПФК „Ботев“
- ПФК „Локомотив“
- ПФК „Спартак“
- ПФК „Марица“
- ФК „Евроколеж“
- ФК „Сокол“
- ВК „Марица“
- БК „Академик Бултекс“
- Фехтовален клуб Пловдив

### Закрити спортни клубове
- ФК „Левски“
- ФК „Победа“
- ФК „Славия“
- ФК „Парчевич“
- ФК „Спортклуб“
- ФК „Спортклуб Парчевич 45“
- ФК „Шипка“

## Изявени спортисти
- Александър Христов, бокс
- Ангелина Михайлова, баскетбол
- Анка Бакова, гребане
- Анка Узунова, волейбол
- Асен Златев, вдигане на тежести
- Атанас Търев, лека атлетика
- Ваня Гешева, кану каяк
- Велик Капсъзов, спортна гимнастика
- Георги Василев, футбол
- Георги Трингов, шахмат
- Гинка Гюрова, гребане
- Гинка Загорчева, лека атлетика
- Диана Палийска, кану каяк
- Динко Дерменджиев, футбол
- Живко Вангелов, борба
- Ива Пранджева, лека атлетика
- Иван Вълчев, алпинизъм
- Иван Михайлов, бокс
- Йордан Йовчев, спортна гимнастика
- Йордан Митков, вдигане на тежести
- Каспар Симеонов, волейбол
- Красимир Дунев, спортна гимнастика
- Кръстина Гьошева, баскетбол
- Лиляна Томова, лека атлетика
- Любомир Любенов, кану каяк
- Магдалена Георгиева, гребане
- Мария Вергова, лека атлетика
- Мария Петрова, художествена гимнастика
- Милен Добрев, вдигане на тежести
- Минчо Пашов, вдигане на тежести
- Николай Бухалов, кану каяк
- Нитула Борисова, баскетбол
- Нонка Матова, спортна стрелба
- Пенка Стоянова, баскетбол
- Петър Лесов, бокс
- Петър Мерков, кану каяк
- Рангел Геровски, класическа борба
- Севдалин Маринов, вдигане на тежести
- Сийка Келбечева, гребане
- Силвия Германова, баскетбол
- Стефан Топуров, вдигане на тежести
- Стефка Костадинова, лека атлетика
- Стефка Мадина, гребане
- Стоян Гунчев, волейбол
- Стоян Делчев, спортна гимнастика
- Тодор Диев, футбол
- Трендафил Стойчев, вдигане на тежести
- Христо Бонев, футбол
- Христо Проданов, алпинизъм
- Христо Стоичков, футбол

## Галерия
- Гребната база и комплекс „Пловдив“
- Спортната зала на Пловдивски университет
- Стадион „Локомотив“
- „Велоалея – Гребен канал“